# Eixo Neovulcânico

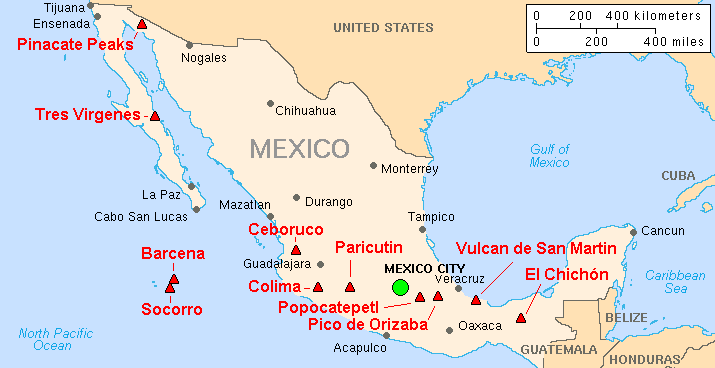
Principais vulcões do México

O Eixo Neovulcânico, também conhecido como Eixo Vulcânico Transversal, Cordilheira Neovulcânica ou Cintura Vulcânica Trans-Mexicana é uma cadeia montanhosa e cintura vulcânica que se estende por 900 km com direção este-oeste ao longo do México centro-meridional. Também é conhecido como Sierra Nevada Mexicana, uma vez que vários dos seus picos mais elevados se encontram cobertos de neve durante todo o ano.
A partir de Jalisco para leste atravessa o norte de Michoacán, sul de Guanajuato, sul de Querétaro, estado do México, sul de Hidalgo, D.F., norte de Morelos, Puebla e Tlaxcala até à zona central de Veracruz. O seu flanco norte une-se com as extremidades sul da Sierra Madre Occidental e Sierra Madre Oriental, e o seu flanco sul com a Sierra Madre del Sur.
O seu ponto mais alto, e também o ponto mais alto do México, é o Pico de Orizaba a 5610 m (também conhecido como Citlaltépetl situado a 19°01′N, 97°16′W). Este e vários outros picos desta cordilheira são vulcões activos ou dormentes; outros vulcões notáveis no Eixo Neovulcânico são, de oeste para leste: Nevado de Colima, 4339 m; Paricutín, 2774 m; Nevado de Toluca, 4577 m; Popocatépetl, 5452 m; Iztaccíhuatl, 5286 m; Matlalcuéitl, 4461 m; Cofre de Perote, 4282 m e Sierra Negra, companheiro do Pico de Orizaba, 4580 m.